# San Pablo Macuiltianguis
San Pablo Macuiltianguis è un comune del Messico, situato nello stato di Oaxaca.